# Cimetière militaire belge de Hautem
Le cimetière militaire belge de Hautem est un cimetière militaire situé sur la Wijngaardstraat dans le village belge de Hautem-Sainte-Marguerite.

## Caractéristiques
Ce cimetière a une superficie de 22 ares et contient 173 tombes de soldats belges tombés lors de la Première Guerre mondiale. Parmi les 173 victimes, 3 ne sont pas identifiées. Les soldats qui reposent là sont tombés le 18 août 1914 lors des combats de Hautem-Sainte-Marguerite. Le grand nombre de victimes provient surtout de l'attaque surprise du 22e Régiment de Ligne. 140 autres soldats tombés le même jour sont enterrés non loin de là à Grimde, dans l'ancienne église qui après la guerre fut transformée en nécropole. D'autres soldats qui décédèrent plus tard des suites de leurs blessures sont eux inhumés dans le cimetière communal de Tirlemont.

## Sources
- (nl) Adjudant-major Rudy Laforce, Verbroedering van de Genie van het Cavaleriekorps en de Gepantserde Genie, no 129, 53e année, 2e trimestre 2004.
- (nl) Achiel Baeken, De slag op de Zeven Zillen. De Slag bij Sint-Margriete-Houtem Dinsdag 18 augustus 1914, 1993.

- (nl) Cet article est partiellement ou en totalité issu de l’article de Wikipédia en néerlandais intitulé « Belgische militaire begraafplaats van Houtem » (voir la liste des auteurs).